# Estoher
Estoher (em catalão:  Estoer) é uma comuna francesa na região administrativa da Occitânia, no departamento dos Pirenéus Orientais. Estende-se por uma área de 26.08 km², com 142 habitantes, segundo o censo de 2018, com uma densidade de 5.4 hab/km².